# Попов Леонід Ілліч
Леонід Ілліч Попов (рос. Леонид Ильич Попов; 19 червня (2 липня) 1905, Рогачов — 18 листопада 1943) — Герой Радянського Союзу, в роки радянсько-німецької війни навідник гармати 2-ї батареї 1010-го артилерійського полку 241-ї стрілецької дивізії 27-ї армії 1-го Українського фронту, молодший сержант.

## Біографія
Народився 19 червня (2 липня) 1905 року в селі Рогачов (нині Новоусманского району Воронезької області) в селянській родині. Росіянин. Член ВКП(б). Закінчив чотири класи сільської школи.
У 1941 році призваний до лав Червоної Армії. У боях радянсько-німецької війни з листопада 1941 року. Воював на Воронезькому і 1-му Українському фронтах. Був поранений.
18 листопада 1943 року при відвоювання Житомирської області молодший сержант Л. І. Попов загинув у бою. Похований у селі Соловіївка Брусилівського району Житомирської області.

## Нагороди, пам'ять

Погруддя в Коростишеві

Указом Президії Верховної Ради СРСР від 10 січня 1944 року за мужність і відвагу, проявлені в боях на Лівобережній Україні молодшому сержанту Попову Леоніду Іллічу присвоєне звання Героя Радянського Союзу (посмертно).
Нагороджений орденом Леніна (10 січня 1944; посмертно).
У місті Коростишеві Житомирської області на Алеї Героїв Л. І. Попову встановлено погруддя.